# رافينيا (لاعب كرة قدم مواليد 1982)
رافينيا هو لاعب كرة قدم برازيلي في مركز الهجوم، ولد في 29 يونيو 1982 في البرازيل. لعب مع تامبيري يونايتد ونادي غينت ونادي هلسنكي.

## وصلات خارجية
- رافينيا (لاعب كرة قدم مواليد 1982) على موقع قاعدة بيانات كرة القدم.إي يو (الإنجليزية)
- رافينيا (لاعب كرة قدم مواليد 1982) على موقع Soccerway.com (الإنجليزية)
- رافينيا (لاعب كرة قدم مواليد 1982) على موقع عالم كرة القدم.نت (الإنجليزية)
- رافينيا (لاعب كرة قدم مواليد 1982) على موقع AS.com (الإسبانية)